# Czarna Wisełka
Die Czarna Wisełka (deutsch: Kleine Schwarze Weichsel)  ist der linke Quellfluss der Weichsel in den Schlesischen Beskiden von 9 Kilometern Länge. Der Fluss entspringt an den südwestlichen Hängen der Barania Góra und fließt zunächst nach Westen und dann nach Norden, wo er sich mit dem Wolny und Koźli Wierch vereinigt. Er durchfließt den Ortsteil Czarny von Wisła, bevor er in den Stausee Jezioro Czerniańskie mündet, wo er sich mit der Biała Wisełka vereinigt. Im Oberlauf hat er den Charakter eines Gebirgsflusses. Der Abfluss aus dem Stausee ist die Wisełka.
Entlang des Flusses führt ein schwarz markierter Wanderweg.